# Площадь Шарля де Голля (Бухарест)
Площадь Шарля де Голля (рум. Piața Charles de Gaulle) — площадь, расположенная в северной части Бухареста на пересечении бульваров Авиаторов, Константина Презана и Примавери.

## Наименование
Изначально площадь носила имя гайдука, одного из лидеров Валашского восстания Янку Жьяну — площадь Жьяну (рум. Piața Jianu). В 1940 году она была переименована в площадь Адольфа Гитлера (рум. Piața Adolf Hitler), однако в 1944 году, вскоре после присоединения Румынии к антигитлеровской коалиции, площади было возвращено оригинальное название.
В 1948 году в связи с советской оккупацией Румынии площадь была названа в честь Иосифа Сталина — площадь генералиссимуса И. В. Сталина (рум. Piața Generalissim I. V. Stalin), а в 1951 году у входа в парк Херэстрэу был установлен памятник советскому вождю. После смерти Сталина и разоблачения его культа в 1962 году статуя была снесена, а площадь переименована в площадь авиаторов (рум. Piața Aviatorilor), так как поблизости был расположен монумент героям воздуха.
После падения коммунизма в 1989 году, на фоне румыно-французской дружбы, площадь получила имя Шарля де Голля, первого президента Пятой республики и одного из символов французского Сопротивления нацистской оккупации — площадь Шарля де Голля (рум. Piața Charles de Gaulle).

## Описание
К северо-западу от площади расположен Парк короля Михая I; в 100 метрах к северо-востоку — штаб-квартира Румынской телевещательной корпорации. К юго-востоку от площади — станция метро «Авиаторы».
В 1997 году в центре площади был возведён Крест Тысячелетия. 23 сентября 2006 года во время саммита Франкофонии, проходившем в Бухаресте, у входа в парк Херэстрэу был установлен памятник Шарлю де Голлю, выполненный из бронзы.